# Droga N506 (Holandia)
Droga prowincjonalna N506 (nid. Provinciale weg 506) – droga prowincjonalna w Holandii, w prowincji Holandia Północna. Łączy Hoorn z Enkhuizen.